# Yukon Striker
Yukon Striker est un parcours de montagnes russes en métal situé à Canada's Wonderland à Vaughan, en Ontario. Conçue comme une machine plongeante du fabricant Bolliger & Mabillard, l'attraction a été ouverte au grand public le 3 mai 2019, à la place de SkyRider (en), des montagnes russes qui ont été retirées du parc en 2014. Avec une hauteur de 68 mètres, une longueur de 1 105 mètres et une vitesse maximale de 130 km/h, Yukon Striker est la plus haute, le plus longue et la plus rapide de toutes les machines plongeantes au monde, partageant son record de hauteur avec Valravn à Cedar Point. Ses 4 inversions et sa longueur de chute de 75 mètres constituent également des records mondiaux parmi les machines plongeantes.

## Histoire
Après l'enlèvement de SkyRider, Canada's Wonderland a commencé à préparer une nouvelle attraction. En 2014, le parc a demandé une étude géotechnique de la zone, afin d'extraire des échantillons de sol pour évaluer la construction des fondations en béton de la montagne russe. Le 19 décembre 2017, Canada's Wonderland a déposé une demande de permis pour construire neuf pieds de support sur l'eau et modifier la voie d'eau avec un tunnel passant sous l'étang dans le parc. Un permis était nécessaire de la part de l'Office de protection de la nature de Toronto et de la région (TRCA), car certaines parties du manège, et l'étang en dessous, se trouvent dans le bassin versant de la rivière Don. La demande a été approuvée par le TRCA le 9 janvier 2018, et la construction des fondations du manège a commencé plus tard ce mois-là.

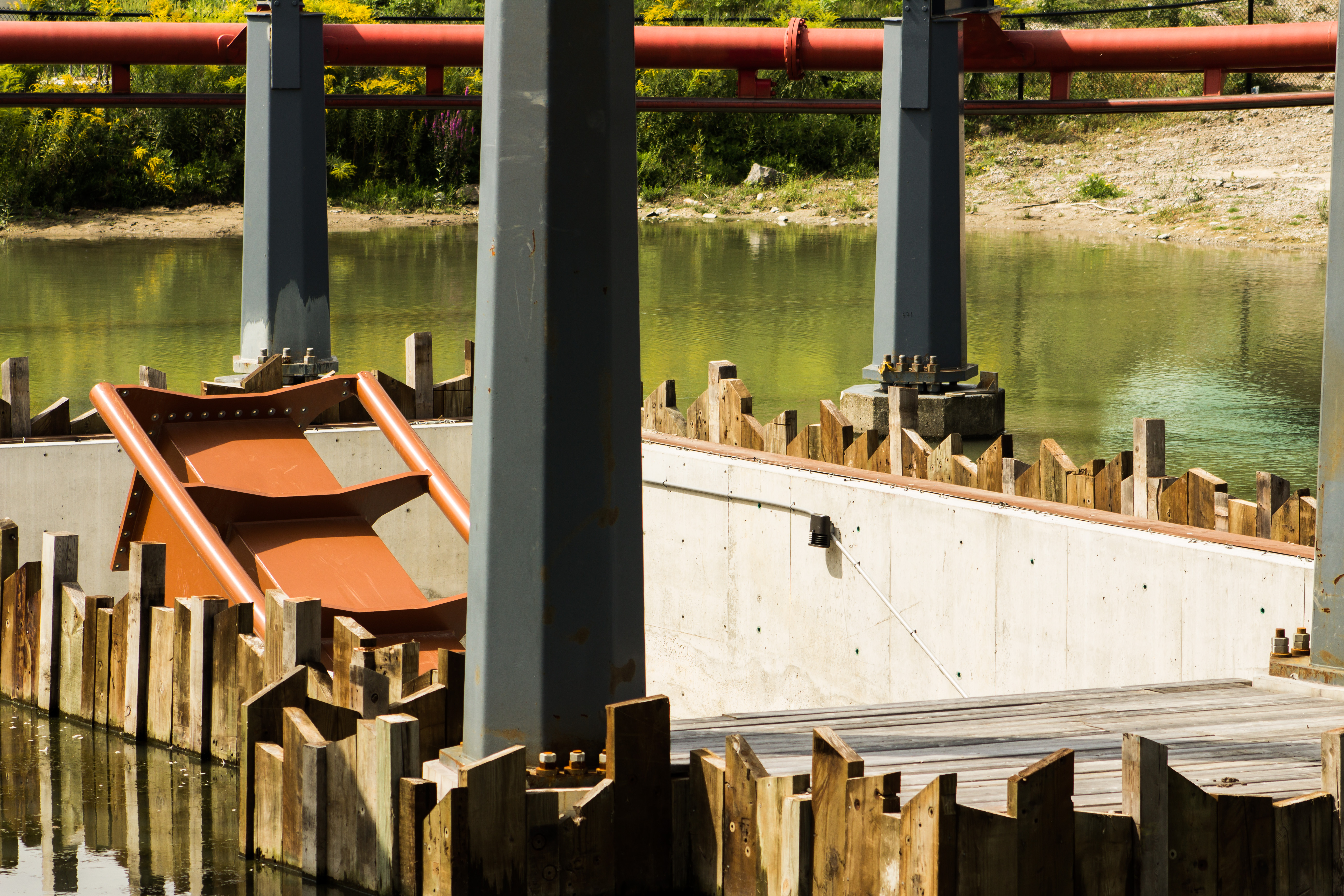
Le tunnel achevé de Yukon Striker en août 2018. Les travaux du tunnel ont été achevés au début de 2018, ce qui a permis au manège voisin de rester opérationnel pour la saison 2018.

Le canal de dérivation a été construit sous l'étang afin de faciliter la création du tunnel sous-marin et d'empêcher l'écoulement de limon en aval. La construction du canal de dérivation et du tunnel sous-marin a nécessité le retrait temporaire de deux morceaux de rails et de quelques supports appartenant à Vortex, des montagnes russes adjacentes à Yukon Striker. Les travaux sur le tunnel ont été achevés avant l'ouverture du parc pour 2018, avec l'installation de quatre morceaux de rails et de deux pompes à eau pour pomper l'eau de pluie hors du tunnel. Une fois le tunnel terminé, les morceaux retirés de Vortex (en) ont été réinstallés, lui permettant d'être opérationnel au moment de la réouverture du parc pour la saison 2018.
Le 24 avril 2019, 72 personnes ayant contribué à la collecte de fonds pour l'hôpital pour enfants malades de Toronto ont été invitées à faire un essai de Yukon Striker. Dans les jours qui ont suivi, des membres des médias de l'Ontario et de la ville voisine de Buffalo, dans l'État de New York, ont été invités à monter sur Yukon Striker. Le manège a ensuite été ouvert au grand public le 3 mai 2019, lors de la journée d'ouverture du parc pour la saison 2019.

## Caractéristiques
Les montagnes russes ont été conçues par Bolliger & Mabillard et construites par la société canadienne E.S. Fox. Secant Engineers, une société locale d'ingénierie structurelle, a été chargée de concevoir le tunnel du manège, ainsi que ses fondations. Il s'agit de la première machine plongeante à être construite au Canada.

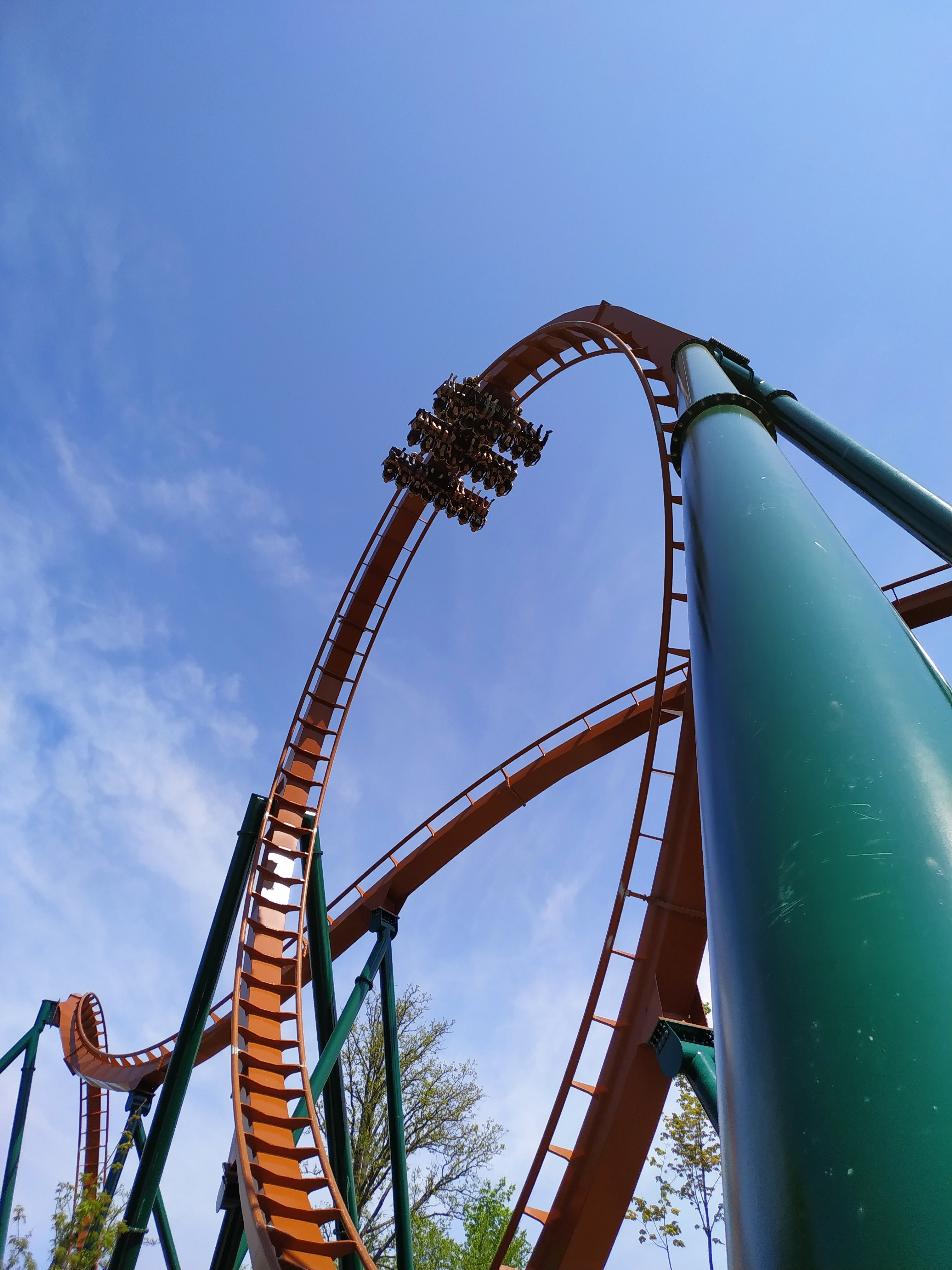
Looping vertical.

### Trains
Le parcours mesure 1 105 mètres de long et le lift hill 68 mètres de haut. Le rail est composé de 107 pièces individuelles en acier de couleur orange, dont le poids total est de 1 213 tonnes. 42 colonnes de support sont utilisées pour soutenir l'attraction. L'acier utilisé pour construire les montagnes russes provient de Clermont Steel Fabricators à Batavia, Ohio.

### Expérience
Après avoir quitté la gare, le train tourne de 180 degrés vers la droite et monte de 68 mètres sur la pente de l'ascenseur, en formant un angle de 47 degrés. Il tourne ensuite de 90 degrés vers la droite et s'arrête au niveau de la chute à 90 degrés, où une partie du train est légèrement suspendue. Après une pause de 5 secondes, les usagers chutent de 75 mètres au milieu du virage de Vortex et dans un tunnel sous-marin, atteignant une vitesse maximale de 130 km/h. Après la sortie du tunnel, le train s'élève dans un Immelmann. L'Immelmann lui-même se trouve à 57 mètres au-dessus du sol du tunnel, à 45 mètres au-dessus de la sortie du tunnel et à 50 mètres au-dessus de l'eau sur laquelle repose Vortex. Après l'Immelmann, le train effectue un zero-g roll. C'est ensuite suivie d'un looping vertical de 360 degrés, une première pour une machine plongeante, et d'un deuxième Immelmann avant d'atteindre le parcours de freinage à mi-parcours, placé directement au-dessus de Timberwolf Falls. Le train plonge dans une autre descente abrupte vers une colline d'airtime, puis effectue dans le sens inverse des aiguilles d'une montre une hélice de 360 degrés qui se termine par la dernière piste de freinage. Un cycle du manège dure environ 205 secondes.

## Records

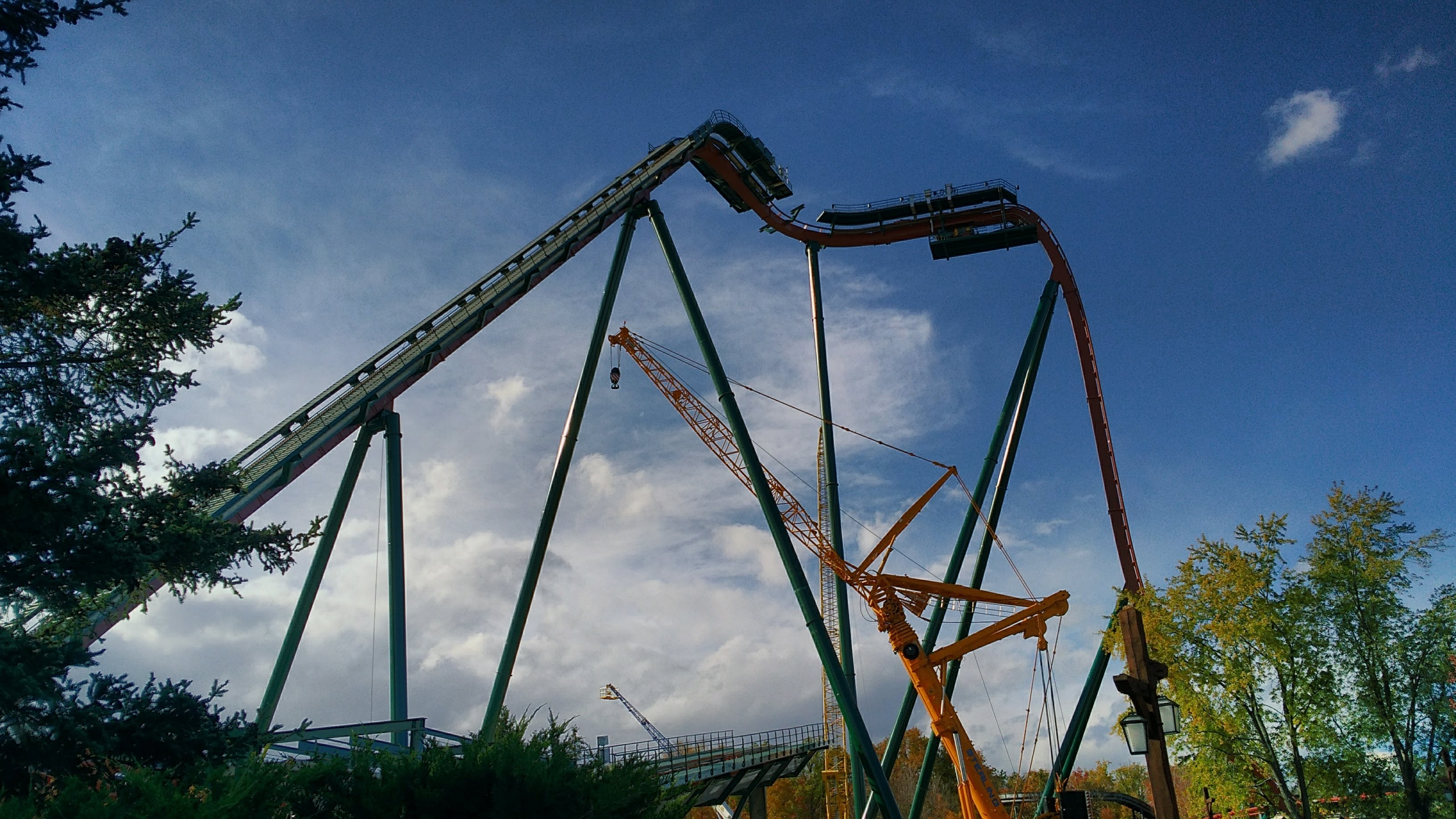
Vue sur le lift hill et la chute durant la construction

À son ouverture en mai 2019, Yukon Striker a battu 4 records de montagnes russes plongeantes et a égalisé un autre record de montagnes russes plongeantes. Yukon Striker est actuellement la montagne russe plongeante la plus rapide, avec une vitesse de 130 kilomètres par heure, la machine plongeante la plus longue, avec une longueur de 1 105 mètres et présente la plus longue chute de toutes les machines plongeantes à 75 mètres. En plus de ces records, Yukon Striker a également détenu le record de la plus haute inversion sur une montagne russe avec sa première inversion, une boucle Immelmann de 57 mètres, bien que le record n'ait été détenu que pendant 57 jours, dépassé par Steel Curtain, d'autres montagnes russes nouvelles pour 2019 situées à Kennywood à West Mifflin, en Pennsylvanie.
En plus de battre plusieurs records de machine plongeante, Yukon Striker a aussi égalé le record de la plus haute machine plongeante du monde. Avec une hauteur de 68 mètres, Yukon Striker partage le record de la machine plongeante la plus haute du monde avec Valravn, une machine plongeante à Cedar Point. Dès son ouverture, Yukon Striker est devenu la seule machine plongeante au monde à comporter un looping de 360 degrés.

## Récompenses
Les Golden Ticket Awards sont une série de prix décernés chaque année par Amusement Today, un journal publié pour l'industrie des loisirs. Les classements sont sélectionnés par un sondage international réalisé par le journal. En 2019, Yukon Striker a été classé comme le 34e meilleur parcours de montagnes russes en métal au monde. Lorsque Yukon Striker a fait ses débuts en 2019, le journal a désigné Yukon Striker comme le quatrième meilleur nouveau parcours de montagnes russes de l'année. La même année, l'attraction a reçu le prix de la meilleure innovation d'Amusement Today pour l'article libre et le système de transfert de l'attraction.